# Mansión del Gobernador de Nuevo México
La Mansión del Gobernador de Nuevo México (en inglés: New Mexico Governor's Mansion) es la residencia oficial del Gobernador de Nuevo México y su familia. La estructura actual, ubicado en 1 Mansión Drive en Santa Fe, Nuevo México, ha servido como residencia oficial del Gobernador desde 1954. Es la tercera residencia oficial en servir para esta función.
Antes de 1954, la residencia del gobernador se encontraba en el centro de Santa Fe, al lado del Capitolio del Estado de Nuevo México. Muestra una arquitectura neoclásica y fue concebida con la intención de parecerse a la Casa Blanca, pero estaba pintado de un color tostado claro. Esta casa tenía amplios jardines y un estanque de peces. En 1950, sin embargo, la mansión estaba en mal estado y la legislatura estatal autorizó fondos para una nueva residencia en ese mismo año.
Antes de la construcción de la segunda residencia, hubo otra estructura que se remonta a la época de la colonización española, ya que los gobernadores de Nuevo México residían en el Palacio de los Gobernadores en Santa Fe. Esta estructura de adobe, construida en 1610, se mantiene en pie hoy y ahora es una atracción turística y museo. El Palacio es el edificio público continuamente ocupado más antiguo en los Estados Unidos, después de haber estado en uso continuo durante más de 400 años.